# Lisa Thomsen
Lisa Thomsen est une ancienne joueuse allemande de volley-ball née le 20 août 1985 à Aix-la-Chapelle. Elle mesure 1,72 m et jouait au poste de libero. Elle  a totalisé 112 sélections en équipe d'Allemagne. Elle a mis un terme à sa carrière de volleyeuse professionnelle en avril 2019.

## Clubs
| Club                    | De        | À         |
| ----------------------- | --------- | --------- |
| TSV Bayer 04 Leverkusen | 2003-2004 | 2005-2006 |
| USC Münster             | 2006-2007 | 2008-2009 |
| Schweriner SC           | 2009-2010 | 2012-2013 |
| Azəryol VK              | 2013-2014 | 2013-2014 |
| Lokomotiv Bakou         | 2014-2015 | 2014-2015 |
| VC Stuttgart            | 2015-2016 | 2015-2016 |
| Turnverein Gladbeck     | 2016-2017 | 2016-2017 |
| USC Münster             | 2017-2018 | 2018-2019 |

## Palmarès

### Équipe nationale
- Championnat d'Europe
  - Finaliste : 2011, 2013.
- Ligue européenne
  - Vainqueur: 2013.
  - Finaliste : 2014.

### Clubs
- Championnat d'Allemagne
  - Vainqueur : 2011, 2012, 2013.
  - Finaliste : 2016.
- Coupe d'Allemagne
  - Vainqueur : 2012, 2013.
  - Finaliste : 2016.
- Championnat d'Azerbaïdjan
  - Finaliste : 2014, 2015.